# Šakotis
Šakotis és un pastís molt tradicional de Lituània, es tracta d'una versió del pastís alemany Baumkuchen encara que difereix en textures i alguns ingredients. Aquest pastís era conegut a Lituània des de l'era de la Confederació de Polònia i Lituània. Els seus orígens s'atribueixen tant a la reina italiana Bona Sforza de Polònia o de la tribu bàltica de Yotvingians. Els Yotvingians es van establir els primers en l'alta edat mitjana a Podlàquia, mentre que se sap que Bona Sforza va implementar moltes reformes a l'agricultura, la infraestructura i la producció.

## Costums
El pastís pot ser adornat amb diferents ornaments de xocolata i florals, però se serveix sovint sol sense cap acompanyament. El Šakotis és una de les postres més importants en les celebracions lituanes, especialment a les festes de les noces o d'aniversari.

## Curiositats
Aquestes postres va ser escollides durant la iniciativa del 2006 denominada Cafè Europa per representar la pastisseria de Lituània durant el dia d'Europa.